# Bang-A-Boomerang
"Bang-A-Boomerang" é uma canção gravada pelo grupo pop sueco ABBA lançada no álbum ABBA em 1975. Foi escrita por Benny Andersson, Björn Ulvaeus e Stig Anderson, e gravada em 7 de janeiro de 1975 no estúdo Ljudkopia, chamada primeiramente de "Stop And Listen To Your Heart". A música fala sobre as mensagens de amor dadas, e que sempre voltam como um bumerangue. "Bang-A-Boomerang" foi incluída no álbum como a faixa #6.

## História
A versão original foi gravada apenas como uma demonstração em inglês em setembro de 1974. Björn e Benny foram convidados para competir com uma canção no Melodifestivalen 1975. No entanto, o ABBA não quis participar e em vez disso, a dupla Svenne & Lotta gravou a canção em sueco. Porém elas terminaram em 3º, mas a canção ficou mais de 7 semanas no Top Ten da Suécia, o single foi gravado em inglês e foi lançado na Dinamarca, fazendo um sucesso inesperado.
Na primavera de 1975, o ABBA gravou a canção em inglês, usando uma pista de Svenne & Lotta. Mais tarde, foi lançada na França como single, mas nunca se tornou um sucesso na Escandinávia, onde a versão de Svenne & Lotta é mais conhecida pelo público em geral.

## Vídeo
Foi filmado em 28 e 29 de Abril, na ilha de Djurgården, Estocolmo. Os vídeos de SOS, I Do, I Do, I Do, I Do, I Do e Mamma Mia foram feitas no mesmo dia e, juntos, custaram menos de 50 mil coroas. A razão pela qual "Bang-A-Boomerang" tem um vídeo é porque o grupo pensou que a canção tinha o potencial para se tornar um hit.
O vídeo mostra os dois casais cantando e caminhando ao redor da ilha. Foi dirigido por Lasse Hallström. Atualmente, está disponível no DVD The Definitive Collection e The Complete Studio Recordings.